# 雷根似天竺魚
雷根擬天竺魚（學名：Apogonichthyoides regani），又稱雷根似天竺鯛，為輻鰭魚綱鈎頭魚目天竺鯛科擬天竺魚屬下的一個種，分布於西印度洋聖布蘭登群島與塞席爾群島海域，體長可達4.8公分，棲息在礁石區，屬肉食性，以小型無脊椎動物為食，夜行性，繁殖期時，雄魚具有口孵習性，卵約7日化成仔魚，由雄魚吐出，具短暫的仔魚飄浮期，生活習性不明。